# Robert Holzinger
Robert Holzinger fut l'un des directeurs de l'Association des Juifs en Belgique (AJB). Il fut abattu en 1942 par des résistants juifs communistes pour sa collaboration avec l'occupant.
Robert Holzinger était l'agent de liaison entre l'AJB et l'obersturmbannführer Kurt Asche. C'est lui qui était responsable de la distribution des convocations et de la transmission des listes à l'autorité allemande du premier contingent de juifs pour le "travail obligatoire". En fait, il s'agit de la première déportation du 4 août 1942 à destination de Auschwitz. 998 personnes firent partie du convoi dont 140 enfants de moins de 16 ans. Le 29 août 1942 à 16h, Robert Holzinger est abattu, rue Smekens à Schaerbeek de quatre coups de révolver tirés par un homme se déplaçant à bicyclette. Des témoins de la scène assurèrent que deux autres cyclistes accompagnaient le tireur. Les trois hommes appartenaient à la compagnie juive du Corps mobile des partisans. Robert Holzinger décèdera à l’hôpital de Schaerbeek le lendemain à 20h.
Le partisan juif qui fit feu s'appelait Vladek Rakower. Il sera arrêté une arme de poing à la main le 5 décembre 1942 et sera fusillé le 5 janvier 1943.
L'attentat fut revendiqué par le "Drapeau rouge" en ces termes: « Le chef de l'Association juive qui n'avait pas hésité à coopérer avec l'occupant pour martyriser ses concitoyens juifs a payé sa trahison. Un bras vengeur l'a abattu en rue. ». Le 25 juillet 1942, les locaux Bruxellois de l'AJB, situés boulevard du Midi, avaient été mis à sac pour en détruire les fichiers.